# 泡泡网
泡泡网（PCPOP.COM）是2000年由80后CEO李想建立的硬件资讯网站。
据该网站自我介绍中称“截至2007年3月泡泡网拥有532万注册用户”，“264万IP/日”、“1500万页/日访问”。
该网站论坛在中国大陆地区网络中有一定影响。